# Những kẻ khờ mộng mơ
Những kẻ khờ mộng mơ (tên gốc: La La Land) là bộ phim nhạc kịch lãng mạn xen lẫn chính kịch hài hước của Hoa Kỳ năm 2016, do Damien Chazelle biên soạn và đạo diễn. Bộ phim có diễn xuất của Ryan Gosling, Emma Stone, J. K. Simmons, John Legend và Rosemarie DeWitt. Phim theo chân một nhạc sĩ và một nữ diễn viên đầy tham vọng, khi họ gặp gỡ và yêu nhau tại Los Angeles. Tựa đề của phim ám chỉ thành phố Los Angeles và một thành ngữ đề cập tới vùng đất hư cấu, đầy huyền ảo.
Chazelle viết kịch bản cho Những kẻ khờ mộng mơ năm 2010 nhưng không thể tìm được hãng phim chịu hợp tác kinh phí hay chấp nhận chỉ đạo nghệ thuật của anh. Sau thành công của Whiplash (2014), Summit Entertainment hồi sinh lại dự án này. Phim công chiếu tại Liên hoan phim Venice ngày 31 tháng 8 năm 2016 và phát hành tại Hoa Kỳ ngày 9 tháng 12 năm 2016. Tính tới ngày 15 tháng 1 năm 2017, phim đã thu về 128 triệu đô-la Mỹ trên toàn cầu, so với kinh phí chỉ 30 triệu đô-la Mỹ.
La La Land nhận được nhiều lời khen ngợi trong thời gian phát hành phim và được nhận định là một trong những bộ phim xuất sắc nhất trong năm 2016. Các nhà phê bình đánh giá cao kịch bản và chỉ đạo của Chazelle, diễn xuất của Gosling và Stone, nhạc nền phim và bài hát của Justin Hurwitz. Tại Lễ trao giải Oscars, phim nhận được 6 giải thưởng quan trọng, trong đó có Đạo diễn xuất sắc, Nữ chính xuất sắc, Quay phim xuất sắc, Nhạc phim hay nhất, Ca khúc hay nhất và Thiết kế sản xuất xuất sắc sau khi nhận được số đề cử kỷ lục là 14 đề cử (bằng với bộ phim năm 1997 là Titanic và năm 1950 là All About Eve). Phim cũng thắng lớn ở tất cả các hạng mục được đề cử tại Lễ trao giải Quả cầu vàng, với con số kỷ lục là 7 hạng mục. Phim cũng nhận đến 11 đề cử ở Lễ trao giải BAFTA, và chiến thắng 6 hạng mục.

## Nội dung
Mia (Emma Stone) là một nữ diễn viên kiêm nhân viên pha chế mang nhiều hoài bão. Trên tuyến đường cao tốc đông đúc vào mùa Đông ở Los Angeles ("Another Day of Sun"), nàng vô tình chạm mặt Sebastian (Ryan Gosling), một nhạc công jazz. Sau khi gặp thất bại ở buổi thử vai, ba cô bạn cùng phòng mời Mia đến một bữa tiệc sang trọng tại Hollywood Hills ("Someone in the Crowd") để khích lệ nàng. Tàn tiệc, Mia biết xe mình bị kéo đi và phải đi bộ về nhà. Cũng trong ngày hôm ấy, Sebastian tranh cãi với chị gái Laura (Rosemarie DeWitt) về khoản tiền hóa đơn hàng tháng trước khi tới một nhà hàng để chơi nhạc. Ông chủ của nhà hàng, Bill (J. K. Simmons) chỉ thị cho chàng chỉ được chơi những đoạn nhạc Giáng sinh đơn giản, nhưng Sebastian bất ngờ độc tấu một bản nhạc đầy mãnh liệt ("Mia & Sebastian's Theme"), đúng lúc Mia nghe thấy trên đường về và rẽ vào quán để xem chàng biểu diễn. Khi biết Sebastian bị đuổi việc, Mia tiến đến để động viên chàng nhưng Sebastian bước ngang qua nàng một cách lạnh lùng, đầy thất vọng.
Nhiều tháng sau, Mia tới một bữa tiệc và tìm thấy Sebastian một lần nữa, lúc đang chơi đàn keyboard trong một ban nhạc pop phong cách 1980. Nàng yêu cầu nhóm chơi bản "I Ran (So Far Away)" của A Flock of Seagulls và trêu chọc Sebastian một cách tinh nghịch. Sau bữa tiệc, họ giả vờ than thở về nhau trên đường đi tìm xe, mặc dù cả hai rất ăn ý ("A Lovely Night"). Sebastian dắt Mia đến Lighthouse coffe (một quán cafe jazz), giải thích về niềm đam mê mãnh liệt của chàng dành cho jazz và ước muốn làm chủ một hộp đêm của riêng mình, rồi động viên nàng trở thành một diễn viên ("City of Stars"). Sebastian mời nàng tới buổi chiếu Rebel Without a Cause tại một rạp phim. Trước buổi xem phim, một người đàn ông khác mà Mia đang hẹn hò, Greg (Finn Wittrock) bất ngờ xuất hiện và đưa nàng tới một buổi hẹn ở nhà hàng cùng anh trai. Cảm thấy miễn cưỡng và lạc lõng, Mia đột ngột bỏ chạy đến rạp phim cùng Sebastian. Lúc cả hai định hôn nhau, bộ phim bị hỏng giữa chừng và họ kết thúc buổi hẹn tại Đài thiên văn Griffith ("Planetarium").
Theo lời gợi ý của Sebastian, Mia quyết định viết một vở kịch độc thoại mang tên So Long, Boulder City sau nhiều buổi thử vai hỏng. Họ đến ở cùng nhau lúc Sebastian bắt đầu chơi jazz thường xuyên tại một quán rượu. Sebastian gặp lại bạn học cũ Keith (John Legend), người mời chàng tham gia ban nhạc jazz The Messengers với thu nhập đều đặn. Chàng đồng ý nhưng không hài lòng khi biết nhóm chơi loại nhạc mang hơi hướng pop nhiều hơn. Mia tới dự một đêm nhạc của nhóm và cảm thấy lung lay vì hiểu Sebastian không bao giờ thỏa mãn với thể loại âm nhạc ấy ("Start a Fire"). Khi cả hai thổ lộ cùng nhau, Sebastian khẳng định đây chính là điều cô luôn mong muốn ở chàng và chỉ trích Mia vì chỉ yêu quý chàng lúc đang túng thiếu. Cảm thấy bị xúc phạm, Mia bỏ đi.
Vì bận rộn tại buổi chụp ảnh của ban nhạc mà Sebastian không thể tới xem đêm công diễn của Mia. Tại đó, chỉ vài người đến xem buổi diễn và nàng nghe thấy những lời bình luận dè bỉu của khán giả sau cánh gà. Cảm thấy bị tổn thương và thất vọng, Mia bỏ về thành phố Boulder, Nevada cùng bố mẹ. Sebastian nhận được một cuộc gọi của một đạo diễn đã tới xem vở kịch của Mia và mời nàng thử vai vào buổi sáng hôm sau. Sebastian lái xe đến thành phố Boulder và thuyết phục Mia trở lại thử vai ở Hollywood. Tại đó, Mia kể lại câu chuyện về người dì sống tại Paris, người đã ủng hộ nàng theo con đường diễn xuất ("Audition [The Fools Who Dream]") trước đạo diễn tuyển vai. Mia và Sebastian trở lại Đài thiên văn Griffith, nơi chàng tự tin vào buổi thử vai của Mia và thuyết phục nàng phải cống hiến hết mình cho bộ phim. Nhận thức được những ước mơ mâu thuẫn của đối phương, họ hẹn thề sẽ yêu nhau mãi mãi.
Năm năm sau, Mia trở thành một diễn viên nổi tiếng và kết hôn với một người đàn ông khác (Tom Everett Scott). Một đêm nọ, chồng của nàng để ý tới một quán jazz sau bữa tối. Họ rẽ vào và Mia nhận ra đó là hộp đêm của Sebastian, nhờ vào logo Seb's mà nàng tạo nên cho chàng lúc trước. Sebastian, người giờ đây đã rời khỏi The Messengers, nhìn thấy Mia trong đám đông khán giả. Trong lúc chàng chơi bản "Mia & Sebastian's Theme", Mia và Sebastian tưởng tượng lại một cuộc sống khác giữa họ sau khi gặp nhau tại nhà hàng của Bill ("Epilogue"). Bài hát kết thúc lúc Mia và chồng rời khỏi quán. Trước lúc ra về, Mia và Sebastian nhìn nhau lần cuối rồi mỉm cười hạnh phúc vì những ước mơ mà họ đạt được.

## Diễn viên
- Ryan Gosling vai Sebastian Wilder
- Emma Stone vai Mia Dolan
- John Legend vai Keith
- Rosemarie DeWitt vai Laura Wilder
- J. K. Simmons vai Bill
- Finn Wittrock vai Greg Earnest
- Tom Everett Scott vai David
- Meagen Fay vai mẹ của Mia
- Damon Gupton vai Harry
- Jason Fuchs vai Carlo
- Jessica Rothe vai Alexis
- Sonoya Mizuno vai Caitlin
- Callie Hernandez vai Tracy
- Josh Pence vai Josh
- Anna Chazelle vai Sarah

## Sản xuất

### Tiền sản xuất

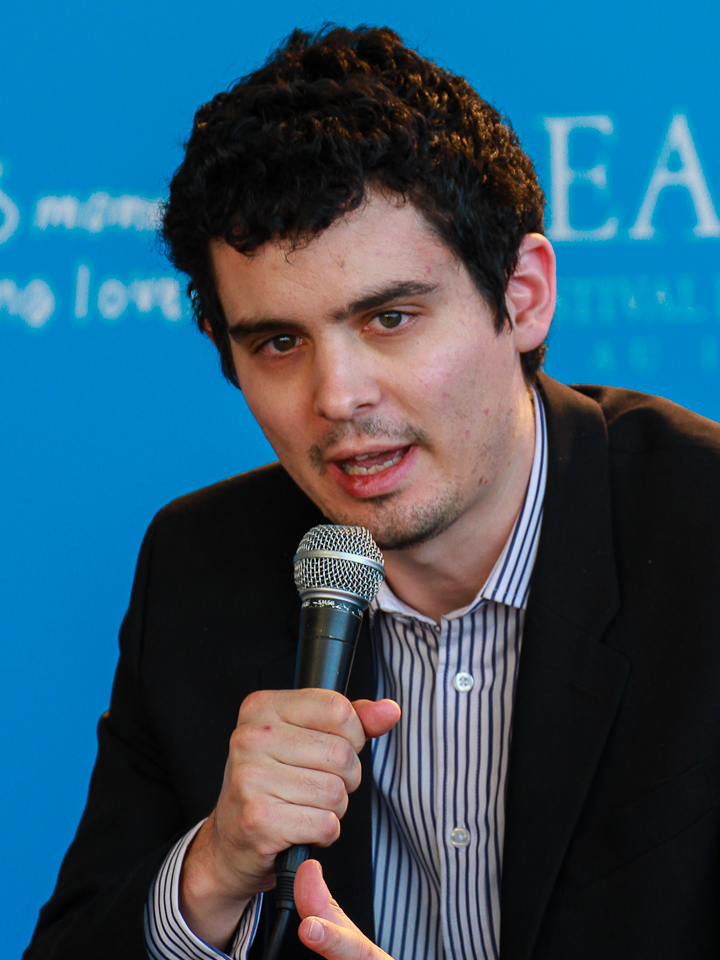
Damien Chazelle lên ý tưởng cho bộ phim lần đầu khi học tại Đại học Harvard cùng Justin Hurwitz, nhà sáng tác nhạc của bộ phim.

Là một tay trống, Damien Chazelle có sự yêu thích dành cho phim ca nhạc. Anh ấy viết kịch bản cho La La Land vào 2010, khi ngành điện ảnh dường như ngoài tầm với của anh. Ý tưởng của anh ấy là "lấy từ các phim âm nhạc cũ nhưng đặt trong đời thật, khi mà nhiều thứ không nhất thiết là sẽ thành công," và để nhắc tới những người sáng tạo chuyển tới Los Angeles để theo đuổi giấc mơ của họ. Anh ấy lên ý tưởng về bộ phim khi còn là một sinh viên tại Đại học Harvard cùng với bạn học Justin Hurwitz. Hai người đã viết về vấn đề này trong luận án tốt nghiệp của họ qua một vở nhạc kịch kinh phí thấp về một nhạc sĩ jazz tại Boston, Guy and Madeline on a Park Bench.

### Tuyển vai
Dự án thông báo lần đầu vào ngày 5 tháng 6 năm 2014, khi Miles Teller và Emma Watson được báo cáo trong quá trình thương lượng tham gia bộ phim hài nhạc kịch La La Land với đạo diễn và biên kịch của bộ phim Whiplash (2014), Damien Chazelle. Với bộ phim này, Chazelle vẫn đạo diễn từ chính kịch bản của mình. Các nhà sản xuất phim bao gồm Jordan Horowitz từ Gilbert Films và Fred Berger từ Impostor Pictures, trong khi Lionsgate chịu trách nhiệm phân phối nội địa. Justin Hurwitz cũng tái hợp với đạo diễn để soạn nhạc cho bộ phim.
Ngày 14 tháng 4 năm 2015, Ryan Gosling và Emma Stone đang thương lượng để tham gia vai chính trong phim, với kịch bản được tiết lộ do tác giả sáng tác trước bộ phim Whiplash. Ngày 30 tháng 4, cả hai diễn viên xác nhận vai diễn. Ngày 8 tháng 7 năm 2015, Jessica Rothenberg, Sonoya Mizuno và Callie Hernandez được tuyển vào vai bạn cùng phòng của Stone. Ngày 10 tháng 7 năm 2015, The Hollywood Reporter xác nhận J. K. Simmons tái hợp với đạo diễn của Whiplash trong bộ phim này; trong vai diễn Boss. Cùng ngày, Finn Wittrock thông báo tham gia phim với vai Greg, với nhà sản xuất chính của phim bao gồm Berger, Gary Gilbert, Horowitz và Marc E. Platt. Ngày 4 tháng 8 năm 2015, Rosemarie DeWitt ký vào vai chị gái của Sebastian. Cùng ngày, John Legend cũng lên tiếng xác nhận tuyển vai. Ngày 10 tháng 8 năm 2015, Meagen Fay nhận vai mẹ của Stone. Ngày 11 tháng 8 năm 2015, Jason Fuchs nhận vai biên kịch Carlo. Quá trình quay phim diễn ra từ ngày 10 tháng 8 năm 2015 ở Los Angeles.

## Âm nhạc
Phần ca khúc và nhạc nền cho phim cho Những kẻ khờ mộng mơ được sáng tác và dàn dựng bởi Justin Hurwitz, bạn học Đại học Harvard của Chazelle, người cũng làm việc trong hai bộ phim trước đây của ông. Phần lời nhạc được viết bởi Pasek và Paul, trừ ca khúc "Start a Fire", được viết bởi John Stephens, Hurwitz, Marius De Vries và Angelique Cinelu.
Một album nhạc phim đã được phát hành vào ngày 9 tháng 12 năm 2016 bởi Interscope Records, bao gồm tuyển chọn các bản nhạc nền của Hurwitz và các bản nhạc được biểu diễn bởi các diễn viên.

## Phát hành
Vào tháng 6 năm 2016, phim được chọn mở màn Liên hoan phim Venice lần thứ 73. Phim còn xuất hiện ở Liên hoan phim Telluride, Liên hoan phim quốc tế Toronto ngày 12 tháng 9 năm 2016 và Liên hoan phim Luân Đôn BFI ngày 7 tháng 10 năm 2016.
Tháng 4 năm 2015, Lionsgate lên lịch phát sóng ngày 15 tháng 7 năm 2016 bởi Summit Entertainment. Dù vậy, vào tháng 3 năm 2016, hãng thông báo phim phát hành có giới hạn vào ngày 2 tháng 12 năm 2016 trước khi mở rộng ngày 16 tháng 12.

## Tiếp nhận

### Phòng vé
La La Land bắt đầu bằng thời gian trình chiếu giới hạn tại 5 rạp phim ở Los Angeles và Thành phố New York vào ngày 9 tháng 12. Phim mang về 881.104 đô-la Mỹ trong tuần đầu tiên, với trung bình mỗi rạp là 176.221 đô-la Mỹ, giá trị trung bình cao nhất của năm.

### Đánh giá của giới phê bình
La La Land nhận nhiều lời tán thưởng sau khi công chiếu ở Liên hoan phim Venice lần thứ 73. Trên Rotten Tomatoes, bộ phim đạt tỉ lệ 93% nhận xét tích cực, dựa trên 311 bài bình luận, với điểm trung bình 8.7/10. Lời đánh giá chung viết "La La Land thổi một làn gió mới vào thể loại điện ảnh vàng son, với chỉ đạo kịch tính, diễn xuất đầy mạnh mẽ và sức quyến rũ không thể cưỡng lại." Trên Metacritic, bộ phim ghi được số điểm 93 trên 100, dựa trên bài nhận xét của 53 nhà phê bình, đồng nghĩa với mức đánh giá tích cực.

### Giải thưởng
| Giải thưởng                    | Giải thưởng         | Giải thưởng                                            | Giải thưởng                                                      | Giải thưởng |
| Giải thưởng                    | Ngày trao giải      | Thể loại                                               | Nội dung đề cử                                                   | Kết quả     |
| ------------------------------ | ------------------- | ------------------------------------------------------ | ---------------------------------------------------------------- | ----------- |
| Liên hoan phim Venice          | 10 tháng 9 năm 2016 | Sư tử vàng                                             | Damien Chazelle                                                  | Đề cử       |
| Liên hoan phim Venice          | 10 tháng 9 năm 2016 | Giải Green Drop                                        | Damien Chazelle                                                  | Đề cử       |
| Liên hoan phim Venice          | 10 tháng 9 năm 2016 | Cúp Volpi cho nữ diễn viên xuất sắc nhất               | Emma Stone                                                       | Đoạt giải   |
| Liên hoan phim quốc tế Toronto | 18 tháng 9 năm 2016 | People's Choice Award                                  | Damien Chazelle                                                  | Đoạt giải   |
| Giải Quả cầu vàng              | 8 tháng 1 năm 2017  | Phim ca nhạc hoặc phim hài hay nhất                    | La La Land                                                       | Đoạt giải   |
| Giải Quả cầu vàng              | 8 tháng 1 năm 2017  | Nam diễn viên phim ca nhạc hoặc phim hài xuất sắc nhất | Ryan Gosling                                                     | Đoạt giải   |
| Giải Quả cầu vàng              | 8 tháng 1 năm 2017  | Nữ diễn viên phim ca nhạc hoặc phim hài xuất sắc nhất  | Emma Stone                                                       | Đoạt giải   |
| Giải Quả cầu vàng              | 8 tháng 1 năm 2017  | Đạo diễn xuất sắc nhất                                 | Damien Chazelle                                                  | Đoạt giải   |
| Giải Quả cầu vàng              | 8 tháng 1 năm 2017  | Kịch bản hay nhất                                      | Damien Chazelle                                                  | Đoạt giải   |
| Giải Quả cầu vàng              | 8 tháng 1 năm 2017  | Nhạc phim hay nhất                                     | Justin Hurwitz                                                   | Đoạt giải   |
| Giải Quả cầu vàng              | 8 tháng 1 năm 2017  | Ca khúc trong phim hay nhất                            | "City of Stars" – Justin Hurwitz, Pasek và Paul                  | Đoạt giải   |
| Giải BAFTA                     | 12 tháng 2 năm 2017 | Phim hay nhất                                          | Fred Berger, Jordan Horowitz và Marc Platt                       | Đoạt giải   |
| Giải BAFTA                     | 12 tháng 2 năm 2017 | Nam diễn viên chính xuất sắc nhất                      | Ryan Gosling                                                     | Đề cử       |
| Giải BAFTA                     | 12 tháng 2 năm 2017 | Nữ diễn viên chính xuất sắc nhất                       | Emma Stone                                                       | Đoạt giải   |
| Giải BAFTA                     | 12 tháng 2 năm 2017 | Đạo diễn xuất sắc nhất                                 | Damien Chazelle                                                  | Đoạt giải   |
| Giải BAFTA                     | 12 tháng 2 năm 2017 | Kịch bản gốc xuất sắc nhất                             | Damien Chazelle                                                  | Đề cử       |
| Giải BAFTA                     | 12 tháng 2 năm 2017 | Quay phim xuất sắc nhất                                | Linus Sandgren                                                   | Đoạt giải   |
| Giải BAFTA                     | 12 tháng 2 năm 2017 | Biên tập xuất sắc nhất                                 | Tom Cross                                                        | Đề cử       |
| Giải BAFTA                     | 12 tháng 2 năm 2017 | Nhạc phim hay nhất                                     | Justin Hurwitz                                                   | Đoạt giải   |
| Giải BAFTA                     | 12 tháng 2 năm 2017 | Thiết kế sản xuất xuất sắc nhất                        | David Wasco và Sandy Reynolds-Wasco                              | Đề cử       |
| Giải BAFTA                     | 12 tháng 2 năm 2017 | Thiết kế phục trang đẹp nhất                           | Mary Zophres                                                     | Đề cử       |
| Giải BAFTA                     | 12 tháng 2 năm 2017 | Âm thanh hay nhất                                      | Ai-Ling Lee, Mildred Iatrou Morgan, Steven Morrow và Andy Nelson | Đề cử       |
| Giải Oscar                     | 26 tháng 2 năm 2017 | Phim hay nhất                                          | La La Land                                                       | Đề cử       |
| Giải Oscar                     | 26 tháng 2 năm 2017 | Đạo diễn xuất sắc nhất                                 | Damien Chazelle                                                  | Đoạt giải   |
| Giải Oscar                     | 26 tháng 2 năm 2017 | Nam diễn viên chính xuất sắc nhất                      | Ryan Gosling                                                     | Đề cử       |
| Giải Oscar                     | 26 tháng 2 năm 2017 | Nữ diễn viên chính xuất sắc nhất                       | Emma Stone                                                       | Đoạt giải   |
| Giải Oscar                     | 26 tháng 2 năm 2017 | Kịch bản gốc xuất sắc nhất                             | Damien Chazelle                                                  | Đề cử       |
| Giải Oscar                     | 26 tháng 2 năm 2017 | Nhạc phim hay nhất                                     | Justin Hurwitz                                                   | Đoạt giải   |
| Giải Oscar                     | 26 tháng 2 năm 2017 | Ca khúc trong phim hay nhất                            | "Audition (The Fools Who Dream)"                                 | Đề cử       |
| Giải Oscar                     | 26 tháng 2 năm 2017 | Ca khúc trong phim hay nhất                            | "City of Stars"                                                  | Đoạt giải   |
| Giải Oscar                     | 26 tháng 2 năm 2017 | Biên tập âm thanh xuất sắc nhất                        | Ai-Ling Lee và Mildred Iatrou Morgan                             | Đề cử       |
| Giải Oscar                     | 26 tháng 2 năm 2017 | Hòa âm hay nhất                                        | Andy Nelson, Ai-Ling Lee và Steve A. Morrow                      | Đề cử       |
| Giải Oscar                     | 26 tháng 2 năm 2017 | Thiết kế sản xuất xuất sắc nhất                        | David Wasco và Sandy Reynolds-Wasco                              | Đoạt giải   |
| Giải Oscar                     | 26 tháng 2 năm 2017 | Quay phim xuất sắc nhất                                | Linus Sandgren                                                   | Đoạt giải   |
| Giải Oscar                     | 26 tháng 2 năm 2017 | Thiết kế phục trang đẹp nhất                           | Mary Zophres                                                     | Đề cử       |
| Giải Oscar                     | 26 tháng 2 năm 2017 | Dựng phim xuất sắc nhất                                | Tom Cross                                                        | Đề cử       |